# Bulldogs de Hamilton
Pour les articles homonymes, voir Bulldogs de Hamilton (homonymie).
Cet article concerne l'équipe de la Ligue américaine de hockey. Pour l'équipe de la Ligue de hockey de l'Ontario, voir Bulldogs de Hamilton (LHO).
Les Bulldogs de Hamilton sont une équipe professionnelle de hockey sur glace qui évoluait dans la Ligue américaine de hockey.

## Histoire
L'équipe des bulldogs de Hamilton est créée en 1996, elle est issue du déménagement des Oilers du Cap-Breton. Affiliée aux Oilers d'Edmonton, la franchise est vendue en 2002 à un groupe d'hommes d'affaires local. Pour la saison 2002-2003, le club est affilié aux Canadiens de Montréal et aux Oilers d'Edmonton et remporte la saison régulière mais perd en finale de la Coupe Calder.
En 2007, après avoir terminé 3e de leur division, ils battent successivement tous leurs adversaires en séries éliminatoires pour s'adjuger la première Coupe Calder de leur histoire en disposant des champions en titre, les Bears de Hershey, sur le score de quatre victoires à une.

## Déménagement
En 2010, les médias ont fait état de la possibilité de voir le club déménager à Laval. En effet, avec la construction possible d'un complexe sportif et culturel dans cette banlieue montréalaise, le propriétaire de l'équipe, Michael Andlauer a manifesté l'intérêt d'exploiter le futur établissement. Cela lui permettrait de déménager son équipe dans l'éventualité où une présence à Hamilton ne soit plus profitable,.
En mars 2015, les Canadiens de Montréal se portent acquéreurs de la franchise et annoncent officiellement que les Bulldogs déménagent à Saint-Jean de Terre-Neuve pour devenir les IceCaps de Saint-Jean pour la saison suivante.

## Personnalités

### Entraîneurs successifs
- Lorne Molleken (1996-1998)
- Walt Kyle (1998-2000)
- Claude Julien (2000-2003)
- Geoff Ward (2002-2003)
- Doug Jarvis (2003-2005)
- Don Lever (2005-2009)
- Ron Wilson (2009)
- Guy Boucher (2009-2010)
- Randy Cunneyworth (2010-2011)
- Clément Jodoin (2011-2012)
- Sylvain Lefebvre (2012-2015)

## Statistiques
| Saison    | PJ | V  | D  | N  | DP | DTB | BP  | BC  | Pts | Classement                   | Séries éliminatoires        | Entraîneur               |
| --------- | -- | -- | -- | -- | -- | --- | --- | --- | --- | ---------------------------- | --------------------------- | ------------------------ |
| 1996-1997 | 80 | 28 | 39 | 9  | 4  | -   | 220 | 276 | 69  | 3e, division central         | finalistes (1-4 Hersey)     | Lorne Molleken           |
| 1997-1998 | 80 | 36 | 22 | 17 | 5  | -   | 264 | 242 | 94  | 2e, division est             | 2e tour (0-4 Albany)        | Lorne Molleken           |
| 1998-1999 | 80 | 40 | 29 | 7  | 4  | -   | 229 | 206 | 91  | 3e, division est             | 2e tour (2-4 Rochester)     | Walt Kyle                |
| 1999-2000 | 80 | 27 | 34 | 13 | 6  | -   | 225 | 262 | 73  | 3e, division est             | 2e tour (2-4 Rochester)     | Walt Kyle                |
| 2000-2001 | 80 | 28 | 41 | 6  | 5  | -   | 227 | 281 | 67  | 4e, division central         | non qualifiés               | Claude Julien            |
| 2001-2002 | 80 | 37 | 30 | 10 | 3  | -   | 247 | 205 | 87  | 2e, division centre-atlantic | 3e tour                     | Claude Julien            |
| 2002-2003 | 80 | 49 | 19 | 8  | 4  | -   | 279 | 191 | 110 | 1er, association de l'Est    | finalistes (3-4 Houston)    | Claude Julien Geoff Ward |
| 2003-2004 | 80 | 41 | 25 | 10 | 4  | -   | 235 | 191 | 96  | 2e, association de l'Ouest   | 2e tour (0-4 Rochester)     | Doug Jarvis              |
| 2004-2005 | 80 | 38 | 29 | -  | 7  | 6   | 225 | 210 | 89  | 8e, association de l'Ouest   | 1er tour (0-4 Rochester)    | Doug Jarvis              |
| 2005-2006 | 80 | 35 | 41 | -  | 0  | 4   | 225 | 251 | 74  | 12e, association de l'Ouest  | non qualifiés               | Don Lever                |
| 2006-2007 | 80 | 43 | 28 | -  | 3  | 6   | 243 | 208 | 95  | 6e, association de l'Ouest   | champions (4-1 Hershey)     | Don Lever                |
| 2007-2008 | 80 | 36 | 34 | -  | 3  | 7   | 208 | 235 | 82  | 11e, association de l'Ouest  | non qualifiés               | Don Lever                |
| 2008-2009 | 80 | 49 | 27 | -  | 4  | 0   | 263 | 201 | 102 | 3e, association de l'Ouest   | 1er tour (2-4 Grand Rapids) | Don Lever Ron Wilson     |
| 2009-2010 | 80 | 52 | 17 | -  | 3  | 8   | 271 | 182 | 115 | 1er, association de l'Ouest  | 3e tour (3-4 Texas)         | Guy Boucher              |
| 2010-2011 | 80 | 44 | 27 | -  | 2  | 7   | 226 | 193 | 97  | 3e, association de l'Ouest   | 3e tour (3-4 Houston)       | Randy Cunneyworth        |
| 2011-2012 | 76 | 34 | 35 | -  | 2  | 5   | 185 | 226 | 75  | 14e, association de l'Ouest  | non qualifiés               | Clément Jodoin           |
| 2012-2013 | 76 | 29 | 41 | -  | 1  | 5   | 159 | 228 | 64  | 15e, association de l'Ouest  | non qualifiés               | Sylvain Lefebvre         |
| 2013-2014 | 76 | 33 | 35 | -  | 1  | 7   | 182 | 224 | 74  | 13e, association de l'Ouest  | non qualifiés               | Sylvain Lefebvre         |